# Team Energy
Team Energy株式会社（チームエナジー、英称：Team Energy inc.）は、本社を大阪府に置く起業創業支援、社長育成、事業伴走を軸としたグループ経営を展開する企業である。

## 概要
本店以外にグループ会社には、地熱発電を中心とする再生可能エネルギー施設開設の支援を行うふるさと熱電株式会社、カーボンニュートラルに関するアドバイザリー提供や温室効果ガスの排出削減プロジェクトにおけるクレジット認定を取得するコンサルティングを行う株式会社バイウィルなど、25社が在籍している。
2023年6月からTeam Energyの夢と事業を育てるラジオ、かわさきFMが放送開始。2023年11月、Team Energy Seeds（多様な社長を輩出する）が開始。

## Team Energy Academia
Team Energy Academiaは、いわばTeam Energyグループのコーポレートユニバーシティ（企業内大学）であり、Team Energyグループ内で次世代リーダーの育成および社長教育をしていく教育機関。他のコーポレートユニバーシティとの大きな違いは、社長教育に特化していること。

## Team Energy Seeds
2023年11月開始。Team Energy Seedsは、従来の社長になるためのスキルや経験などの既成概念を取っ払い、「人は誰でも社長になれる」という言葉に共感する人が自らのキャリアを切り拓き、社会に貢献する会社を経営する社長を生み出すプログラム。100%Team Energyのグループ会社として設立するため、起業創業にかかるリスクを最小限に抑えた上で社長経験を積み事業を成長させていくことができる。

## 主な拠点
- 東京オフィス - 東京都新宿区内藤町1-82　プルニエ
- 大阪オフィス - 大阪市中央区北浜2丁目6-18　淀屋橋スクエアビル15階
- 京都オフィス - 京都市下京区竹屋之町251-2　2F

## 関連会社
- 株式会社バイウィル
- 株式会社Geo Dreams
- 株式会社Geo Spark Technologies
- 株式会社Geo Power Innovation
- 株式会社AILE
- 株式会社ANY
- 株式会社Grandbois
- 株式会社サイエンスマスター
- 弟子屈チャレンジ株式会社
- 株式会社ストーリーテラーズ
- グラフィックテラー株式会社
- 株式会社Snow Dome
- 一般社団法人日本CEO協会
- 一般社団法人合意形成総合研究所